# Vilém Nový
Vilém Nový (16. května 1904 Jihlava – 1. března 1987 Praha) byl český a československý politik Komunistické strany Československa, poslanec Ústavodárného Národního shromáždění, Národního shromáždění ČSR, Národního shromáždění ČSSR a Sněmovny lidu Federálního shromáždění. V 50. letech v rámci politických procesů pronásledován a vězněn, od 60. let opět ve veřejných politických funkcích. Po invazi vojsk Varšavské smlouvy do Československa pronášel lživé teorie ohledně smrti Jana Palacha.

## Biografie

### Počátky, první vzestup a pád
V meziválečném období působil jako funkcionář KSČ. V letech 1939–1945 byl v exilu v Londýně. V období let 1945–1946 byl po návratu do ČSR vedoucím tajemníkem Krajského výboru KSČ v Ostravě. V letech 1949–1950 také působil jako šéfredaktor deníku Rudé právo. V listopadu 1945 byl kooptován za člena Ústředního výboru Komunistické strany Československa. V této funkci ho potvrdil VIII. sjezd KSČ a IX. sjezd KSČ.
V parlamentních volbách v roce 1946 byl zvolen poslancem Ústavodárného Národního shromáždění za KSČ. V parlamentu setrval do konce funkčního období, tedy do voleb do Národního shromáždění roku 1948, v nichž byl zvolen do Národního shromáždění za KSČ ve volebním kraji Praha. Zasedal zde jen do listopadu 1949, kdy rezignoval a nahradil ho Václav Hošek.
V letech 1949–1950 jeho politická kariéra náhle skončila. V listopadu 1949 ho zatkla Státní bezpečnost. Na zasedání vedení strany ve dnech 24. – 25. února 1950 byl vyloučen z ÚV KSČ spolu s dalším významným funkcionářem Milanem Reimanem. Byl odsouzen ve vykonstruovaném politickém procesu a v letech 1950–1954 vězněn. Jak sám zpětně vzpomínal, základem všech obvinění na jeho adresu byl vždy nějaký reálný fakt, který byl ovšem zkreslen a zveličen. Nového výpovědi byly zčásti využity při formulaci obvinění skupiny slovenských komunistů v rámci takzvaného procesu s buržoazními nacionalisty.

### Návrat na výsluní
V 60. letech se dočkal návratu do veřejného života. V letech 1963–1964 byl rehabilitován. Stranická rehabilitační komise ovšem nedoporučila, aby byl pověřován pro charakterové nedostatky „nějakou vyšší funkcí“. Ve vězení se Nový stal konfidentem bezpečnostních složek a byl například nasazen na celu jiného vězněného komunisty Josefa Smrkovského. XIII. sjezd KSČ a XIV. sjezd KSČ ho ale opětovně zvolil členem ÚV KSČ. V letech 1963–1968 působil na postu rektora Vysoké školy politické ÚV KSČ. V roce 1964 mu byl udělen Řád republiky, roku 1973 Řád Vítězného února a roku 1974 Řád Klementa Gottwalda.
Vrátil se i do nejvyšších zákonodárných sborů. Ve volbách do Národního shromáždění roku 1964 se stal poslancem Národního shromáždění ČSSR. Zasedal zde do konce funkčního období roku 1968, kdy se v souvislosti s federalizací Československa přesunul do Sněmovny lidu Federálního shromáždění. Mandát obhájil ve volbách v roce 1971 a ve Federálním shromáždění setrval až do konce funkčního období, tedy do voleb v roce 1976.
Během pražského jara v roce 1968 patřil ke konzervativní levici v rámci KSČ. Vyslovil se proti myšlence vzniku nových politických stran v ČSSR. Obhajoval invazi vojsk Varšavské smlouvy do Československa, na zasedání Zahraničního výboru Sněmovny lidu v září 1969 prosadil usnesení, které rušilo předchozí usnesení ze srpna 1968, odsuzující invazi.

### Kontroverze ohledně smrti Jana Palacha
Po srpnové invazi se Nový dostal do širokého povědomí veřejnosti, když pronášel lživé teorie ohledně smrti Jana Palacha, který se upálil na protest proti invazi. Palach byl podle Nového členem organizované skupiny „pětice smrti“, která měla vytvářet napětí a odvádět pozornost od pozitivních výsledků KSČ. Celou akci prý vymysleli Luděk Pachman, Vladimír Škutina, Pavel Kohout, Emil Zátopek a Luboš Holeček. Nový citoval údajnou zprávu Veřejné bezpečnosti, podle které byl Palach vylosován jako první pochodeň, ale nechtěl se upálit a podvolil se až poté, co mu přátelé namluvili, že se polije chemikálií způsobující „studený plamen“, který ho nepopálí. Této chemikálie ale bylo přimícháno málo, což Palachovi způsobilo smrtelné popáleniny. Palachova matka prý na zbylé studenty i chemika podala trestní oznámení. Nového projev byl několikrát přerušen výkřiky nesouhlasu a pískotem. Pachman, Škutina, Kohout a Zátopek podali žalobu na ochranu osobnosti, Zátopek ji ale později před soudem „sebekriticky“ stáhl. Další žalobu podala Libuše Palachová, zastupovaná advokátkou Dagmar Burešovou. Soudkyně Jarmila Ortová ale žaloby zamítla se zdůvodněním, že Nový měl nejen právo, ale dokonce povinnost kritizovat Palachův čin.
Tento případ byl později zdramatizován v česko-polském filmu Hořící keř (2013).

### Období normalizace
V roce 1974 obdržel čestné občanství města Česká Lípa k desátému výročí od započetí jeho poslanecké funkce za okres Česká Lípa. Udělily mu ho místní stranické orgány hlavně proto, že jim pomohl akci výstavby nové městské nemocnice začlenit do státního plánu. Udělení čestného občanství bylo mnohými činovníky města zpochybňováno kvůli jeho působení v roce 1969.
Jeho dcerou byla televizní moderátorka Kamila Moučková. Vzpomínala, že ještě jako dítě ji otec vzal na návštěvu za pozdějším komunistickým prezidentem Klementem Gottwaldem, který ji houpal na kolenou. Moučková ovšem byla za normalizace profesně pronásledována, zbavena své práce a jako jedna z prvních podepsala Chartu 77. Politicky i lidsky se s otcem rozešla.